# Schloss Harpstedt
Das Schloss Harpstedt ist eine abgegangene Schlossanlage, die über einer Wasserburg der Grafschaft Neubruchhausen in der Gemeinde Harpstedt im niedersächsischen Landkreis Oldenburg errichtet wurde.

## Geschichte
Eine Burg in Harpstedt wurde vermutlich schon in der Zeit um 1300 durch die Grafen von Neubruchhausen errichtet. Als diese 1384 ihre Grafschaft an die Grafen von Hoya verkauften, wechselte im selben Zug die Burg ihren Besitzer. Die Grafen bauten 1402 die Burg aus 1439 wurde sie an die Grafschaft Delmenhorst verpfändet. Graf Moritz III. von Oldenburg-Delmenhorst nahm 1463/64 seinen Sitz auf der Burg. 1482 wurde Harpstedt vom Bistum Münster im Kampf mit Graf Gerd dem Mutigen erobert und blieb bis 1547 trotz eines gegenteiligen Urteils des Reichskammergerichts in dessen Händen. Seit 1502 war aber das Herzogtum Braunschweig-Lüneburg vom Erzbistum Bremen mit Bruchhausen und damit auch mit Harpstedt belehnt. Die Herzöge verlehnten es zunächst an die Grafen von Hoya und später an die Grafschaft Oldenburg weiter. Nach dem Aussterben des dortigen Grafenhauses mit Graf Anton Günther 1667 fiel es zurück an die Welfen. 1554 erfolgte der Ausbau zum Schloss. Dieses wurde 1739 nach einem Brand abgebrochen. Im Zuge dessen wurden auch die inneren Wälle eingeebnet. Anschließend wurde auf den alten Grundmauern ein einfacher Amtshof errichtet, der von 1979 bis 1981 zu einer Dreiflügelanlage ausgebaut wurde. Er beherbergt heute die Samtgemeindeverwaltung.

## Beschreibung
Laut alten Beschreibungen, Karten und archäologischen Aufschlüssen stand im Spätmittelalter und der frühen Neuzeit eine ungefähr quadratische Hauptburg von ca. 100 m Seitenlänge mit einer vierflügeligen, randständigen Bebauung. Diese war von einer inneren Wall-Graben-Anlage umgeben. Im Norden schloss eine Vorburg von 50 × 40 m Größe mit einem dreiflügeligen Gebäude an. Die Anlage war von einem äußeren Burggraben umgeben. Heute ist noch der 10 m breite Rest dieses Wassergrabens erhalten, der sich im Westen zu einem 40 m breiten Teich erweitert.
Auf den Fundamenten der ebenfalls durch den Stadtbrand zerstörten Vorburg wurde von 1741 bis 1743 der Amtshof errichtet. Dieser wurde von 1979 bis 1981 restauriert und um einen Westflügel erweitert.